# Песчанка (Ленинградская область)
Песчанка — деревня в Коськовском сельском поселении Тихвинского района Ленинградской области.

## История
Деревня Песчанка упоминается на «Специальной карте западной части России» Ф. Ф. Шуберта 1844 года.

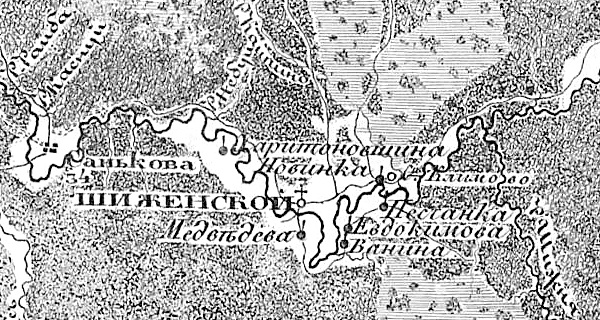
Деревня Песчанка на семитопографической карте Новгородской губернии 1847 года

ПЕСЧАНКА — деревня Новинского общества, прихода Шиженского погоста. Река Шижна. 

Крестьянских дворов — 9. Строений — 16, в том числе жилых — 13. 

Число жителей по семейным спискам 1879 г.: 21 м. п., 25 ж. п.; по приходским сведениям 1879 г.: 21 м. п., 30 ж. п

В конце XIX — начале XX века деревня административно относилась к Саньковской волости 1-го земского участка 2-го стана Тихвинского уезда Новгородской губернии.

ПЕСЧАНКА — деревня Новинского общества, дворов — 12, жилых домов — 12, число жителей: 31 м. п., 29 ж. п. 

Занятия жителей — земледелие, лесные промыслы. Река Шижна. (1910 год)

Согласно карте Ленинградской области Северо-западного аэрогеодезического треста ГГУ издания 1932 года деревня насчитывала 6 крестьянских дворов.
По данным 1933 года деревня Песчанка входила в состав Шиженского сельсовета.
По данным 1966, 1973 и 1990 годов деревня Песчанка также входила в состав Шиженского сельсовета.
В 1997 году в деревне Песчанка Шиженской волости проживали 10 человек, в 2002 году — 14 человек (все русские).
В 2007 году в деревне Песчанка Коськовского СП проживали 11 человек, в 2010 году — 6.

## География
Деревня расположена в северо-западной части района к востоку от автодороги 41К-886 (Коськово — Исаково).
Расстояние до административного центра поселения — 14 км.
Расстояние до ближайшей железнодорожной станции Тихвин — 66 км.
Деревня находится на левом берегу реки Шижня.

## Демография
| 2007 | 2010 | 2017 |
| ---- | ---- | ---- |
| 11   | ↘6   | ↗11  |

### Национальный состав
Согласно данным Всероссийской переписи населения 2021 года в деревне проживали 9 человек, все русские.